# 함월초등학교
함월초등학교는 대한민국 울산광역시 중구에 있는 초등학교이다.

## 학교 연혁
- 1978.10.14. 함월국민학교 설립 인가
- 1980.05.01. 개교 및 17학급 편성 (학성국민학교에서 분리, 반구동 123번지)
- 1982.03.01. 학교 소재지 이전 (울산여자중학교와 교사<校舍>바꿈)
- 1996.03.01. 교명을 함월초등학교로 바꿈
- 2000.11.06. 울산광역시교육청 지정 「진로교육」 연구학교 공개 보고
- 2002.05.27. 신축 교사 공사 준공
- 2003.11.07. 울산광역시교육청 지정「에너지절약교육」 연구학교 공개 보고
- 2008.03.01. 울산광역시교육청 지정「발명교육」시범학교 선정(2008~2009,2년간)
- 2008.11.05. 체육관(달빛누리관) 준공
- 2010.03.01. 제13대 홍의국 교장선생님 부임
- 2010.12.09. 함월 문화교실 및 함월 아트갤러리 개관(12.22)
- 2011.10.18. 울산광역시교육청 지정 로봇활용교육연구학교 공개보고
- 2012.02.15. 제32회 76명 졸업(졸업생 총 수 7019명)
- 2012.03.01. 14학급 편성(병설 유치원 2학급)
- 2013.02.24. 제33회 72명 졸업(졸업생 총 수 7091명)
- 2013.03.01. 제14대 백남호 교장선생님 부임
- 2013.03.01. 14학급 편성(병설유치원 2학급)
- 2014.02.21. 제34회 56명 졸업(졸업생 총 수 7147명)
- 2014.03.01. 14학급 편성(병설유치원 1학급)